# Thailentadopsis
Thailentadopsis là một chi Thực vật có hoa trong Họ Đậu. Nó thuộc phân họ Trinh nữ.